# Sa giông gân Tây Ban Nha
Sa giông gân Tây Ban Nha hay Sa giông gân Iberia (Pleurodeles waltl) là một loài sa giông đặc hữu của miền Trung và Nam Bán đảo Iberia và Maroc. Nó được biết đến với xương sườn sắc nhọn có thể đam xuyên qua sườn của nó, và như vậy cũng được gọi là Sa giông gân sắc.